# Termitopisthes termiticola
Termitopisthes termiticola är en skalbaggsart som beskrevs av Raffaello Gestro 1891. Termitopisthes termiticola ingår i släktet Termitopisthes och familjen Aphodiidae. Inga underarter finns listade i Catalogue of Life.